# Многожёнство
Многожёнство, или полигини́я (от др.-греч. πολύ- «много-» + γυνή «жена») — одна из форм полигамного брачного союза, при которой мужчина состоит в браке одновременно с несколькими жёнами.

Многожёнство разрешено только для мусульман
Многожёнство разрешено
Многожёнство разрешено в некоторых регионах
Многожёнство запрещено, но на практике не преследуется
Многожёнство запрещено
Нет данных

## Виды многожёнства
Многожёнство подразделяется социальными антропологами на сороральное (все жёны одного мужчины являются сёстрами) и несороральное (жёны одного мужчины могут не быть сёстрами).

## История многожёнства
Сороральное многожёнство было, в частности, у некоторых индейских племён: встречалось у западных и северных шошонов, луисеньо, пайютов, яганов, сохранялось у черноногих, дакота, было распространено у хиваро, апачей, ботокудо (для старейшин и искусных охотников), чинуков (особенно у знати), также практиковалось у индейцев Субарктики и северо-западного побережья Северной Америки: чипевьян, тлинкитов, инну, кри, оджибве, слейви, хайда, танаина (в последнем случае в основном у богатых), сохраняется у куикатеков, уичоли, цоцили, панаре (правда, редко), вождей шаванте и нутка.
Шарль де Монтескьё в своём влиятельном труде «О духе законов» утверждал, что понять семью можно, подходя к ней и биологически, и социологически и отмечал влияние экономики на формы семьи и брака. В частности, он рассматривал многожёнство как результат богатства отдельных представителей мужского пола. Кроме того, Монтескьё объясняет различные формы семьи климатическими условиями в духе пропагандируемого им географического детерминизма:
Итак, закон, дозволяющий мужу иметь только одну жену, более подходит к физическим свойствам европейского климата, чем азиатского. Это одна из причин, почему магометанство так легко установилось в Азии и с таким трудом распространялось в Европе, почему христианство удержалось в Европе и было уничтожено в Азии, и почему, наконец, в Китае так преуспевают магометане и так мало успеха имеют христиане. Человеческие соображения всегда подчиняются той высшей причине, которая делает всё, что хочет, и пользуется всем, что ей нужно.
По некоторым особым причинам Валентиниан дозволил многожёнство в империи. Этот закон, противный нашим природным условиям, был отменён Феодосием, Аркадием и Гонорием.
По его мнению, семейные отношения должны соответствовать биологической природе человека, географическим условиям, в которых он живёт, и социальной целесообразности.
Ф. Энгельс в своей известной работе «Происхождение семьи, частной собственности и государства», излагая марксистскую интерпретацию эволюции семейно-брачных отношений, писал:
В действительности, многожёнство одного мужчины было, очевидно, результатом рабства и было доступно только лицам, занимавшим исключительное положение. В патриархальной семье семитского типа в многожёнстве живёт только сам патриарх и, самое большее, несколько его сыновей, остальные должны довольствоваться одной женой. Так обстоит дело ещё в настоящее время на всём Востоке; многожёнство — привилегия богатых и знатных и осуществляется главным образом путём покупки рабынь; масса народа живёт в моногамии.
Многожёнство также было частью первой письменной цивилизации — шумеров, однако согласно законам Липит-Иштара оно допускалось только в случае бесплодия жены.
Исторически многожёнство имело место более чем в 80 % человеческих культурных сообществ, и, в частности, было распространено в древнееврейском обществе, в Китае, Корее, у отдельных коренных народов Америки, Африки и Полинезии. В Древней Греции многожёнство разрешалось только для восполнения людских потерь в войнах. После восстановления численности людей многожёнство официально запрещалось. Геродот отметил как необычный тот факт, что царь Спарты имел двух жён. В Древнем Риме многожёнство было запрещено, однако существовал конкубинат — неофициальный или «гражданский» брак одного мужчины с одной или одновременно с несколькими женщинами.
Исследования учёных-антропологов показывают, что несмотря на то, что большинство мировых обществ (около 80 %) допускало полигинию в той или иной форме, большинство браков в этих обществах оставались моногамными, а количество полигамных браков, как правило, не превышает 10 % и практикуется только среди элиты. Стремление людей к моногамии учёные объясняют инстинктивным чувством, заложенным в человеке.

## Влияние многожёнства на здоровье и на продолжительность жизни
Учёные провели ряд исследований с целью установить, какое влияние многожёнство оказывает на здоровье и на продолжительность жизни мужчин и женщин, состоящих в таком браке, а также на здоровье детей, рождённых в семьях многоженцев, по сравнению с моногамией.
Исследование, целью которого было установление влияние многожёнства на здоровье детей и родителей, проводилось с 2009 по 2011 годы в Танзании медиками и антропологами из Британии, США и Танзании. В ходе этого исследования было изучено 3584 семьи, из которых в 2268 семьях были дети младше 5 лет. Это исследование опровергло тезис о том, что многожёнство является причиной проблем со здоровьем у детей и недостаточного питания. Более того, в ходе исследования выяснилось, что дети и жёны из семей многоженцев имели меньше проблем со здоровьем, чем такие же люди из моногамных семей, поскольку нескольких жён имели более богатые мужчины, а бедняки оставались одноженцами.
По данным исследования, проведённого в 2008 году экологом Вирпи Луммаа (англ. Virpi Lummaa) из Шеффилдского университета, средняя продолжительность жизни мужчин в странах, где легализовано многожёнство, превышает этот показатель в странах, где многожёнство не разрешено.

## Многожёнство и религия

### Иудаизм
Многожёнство в иудаизме считается возможным во избежание голода, вдовства или в случае женского бесплодия, а также в левиратном браке, когда мужчина должен был жениться на вдове своего брата и обеспечивать её, а также по заповеди о «женщине, красивой видом» (Второзаконие 21.10-14), а также по заповеди о «жене любимой и нелюбимой» (Второзаконие 21.15-17). Несмотря на многочисленные упоминания в Торе, некоторые учёные считают, что полигиния на самом деле не была распространена в библейские времена, так как многожёнство требует богатства. А Майкл Куган, напротив, утверждал, что полигиния в библейские времена встречалась часто, и сошла на нет только ко II веку нашей эры.
Когда христианская церковь появилась на свет, многожёнство всё ещё имело место у евреев. Это правда, что мы не найдём никаких ссылок на него в Новом Завете, а из этого некоторые сделали вывод, что оно должно быть вышло из употребления, и что во время нашего Господа еврейский народ стал моногамным. Но такой вывод выглядит неоправданным. Иосиф Флавий в двух местах говорит о многожёнстве как о признанном институте: и Юстин Мученик делает его предметом упрёка Трифону так как еврейские учителя разрешают мужчине иметь несколько жён. На самом деле, когда в 212 году нашей эры эдикт Каракаллы предоставил римское гражданство большому количеству евреев, было признано необходимым терпеть многожёнство среди них, хотя это и было нарушением римского закона, чтобы гражданин имел более одной жены. В 285 году нашей эры Конституция Диоклетиана и Максимиана запретила многожёнство для всех подданных империи без исключения. Но, по крайней мере, на евреев принятие этого закона не оказало никакого эффекта, и в 393 году нашей эры Феодосий издал специальный закон чтобы заставить евреев отказаться от этого национального обычая. Но даже и это их не вынудило приспособиться.
В 1000 году рабби Гершом ввёл 1000-летний запрет на многожёнство для ашкеназских евреев. Введение этого запрета в среде ашкеназских евреев объяснялось следующими причинами:
- Положением женщин в христианской Европе, где в это время была моногамия.
- Участием многих европейских евреев в торговле в мусульманских странах, где они заводили новых жён и бросали старых в Европе.

Современный светский Израиль, основанный ещё в период действия этого 1000-летнего запрета, не разрешает заключать полигамные браки. Но в то же время те йеменские евреи, которые уже стали многоженцами, могут получить израильское гражданство, а их брачные союзы со второй и последующими жёнами имеют юридическую силу, что применительно только к родившимся в Йемене и заключившим свои браки там до приезда в Израиль. Также в Израиле допускается двоежёнство по решению раввинатского суда в виде исключения из правила.
Тора устанавливает запрет царю «умножать жён» (Втор. 17:17), что авторы Талмуда трактуют как «не более 18 жён».
Согласно книге Бытие, из троих праотцов еврейского народа — Авраама, Исаака и Иакова — только Исаак был одноженцем. У Авраама были наложницы, число которых в Торе не уточняется, первую из них — Агарь — ему дала Сарра по той причине, что сама родить не могла. Иаков же стал многоженцем не по своей воле — когда он отработал на своего дядю Лавана 7 лет за свою жену Рахиль, то после свадьбы Лаван дал ему вместо Рахили её сестру Лию, что Иаков обнаружил только наутро. И хотя неделю спустя он сыграл свадьбу и с Рахилью, но за Лию ему пришлось работать на Лавана ещё 7 лет. Впоследствии Лия с Рахилью пытались родить как можно больше детей и призвали себе в помощь служанок (Зелфу и Валлу), чьи дети становились не только законными наследниками Иакова, но и считались «как бы» единоутробными братьями детям законных жён. В итоге вчетвером они родили Иакову 13 детей — 12 сыновей, ставших родоначальниками колен израилевых, и одну дочь.
В современном иудаизме существует движение «А-баит а-йегуди а-шалем», которое призывает легализовать многожёнство для решения демографической проблемы в современном Израиле, ссылаясь на окончание 1000-летнего запрета на многожёнство. Их оппоненты возражают на это тем, что слова «на 1000 лет» означают «навсегда».
Список многоженцев, упомянутых в Танахе:
1. Ламех имел двух жён: «И взял себе Ламех две жены». Бытие. 4:19
2. Авраам имел жену Сарру и несколько наложниц, из которых по имени известна только Агарь. После смерти Сарры Авраам взял в жёны Хеттуру. Бытие. 25:1—6
3. Иаков имел двух жён: сестёр Лию и Рахиль, и служанок жён — Валлу и Зелфу. Бытие. 29:30
4. Исав имел трёх жён: Иегудифу, Басемат и Махалафу. (Бытие. 26:34, Бытие. 28:9)
5. Моисей имел двух жён разных национальностей: мадианитянку Сепфору (Исх. 2:21, 18:2—5) и эфиопку (Чис. 12:1).
6. Гедеон: «У него много было жён. Также и наложница». (Суд. 8:30, 31)
7. Царь Давид. Точный список жён царя Давида включает по крайней мере 5 женщин, названных по имени: Мелхола (1Цар. 18:27, 19:11—17, 25:44, 2Цар. 3:13—16), Авигея Кармилитянка (1Цар. 25:39, 1Пар. 3:1), Ахиноама из Изрееля (1Цар. 25:43, 1Пар. 3:1), Эгла (2Цар. 3:5) и Вирсавия (2Цар. 12:24). Ещё о трёх женщинах, входивших в гарем царя Давида, упоминается без указания относительно того, кем они ему были — жёнами или наложницами. Это Мааха[англ.], дочь Фалмая, царя Гессурского (2Цар. 3:3, 1Пар. 3:2), Авитала[англ.] (2Цар. 3:4, 1Пар. 3:3) и Аггифа[англ.] (2Цар. 3:4, 1Пар. 3:2). И, кроме того, у Давида было 10 жён или наложниц, о которых идёт речь в следующих отрывках: 2Цар. 5:13, 12:7, 8, 15:16, 16:21, 22, 1Пар. 14:3. В итоге получается, что в гареме Давида было 18 женщин, часть которых была его жёнами, а другая часть — наложницами[30].
8. Царь Соломон имел 700 жён и 300 наложниц. (3Цар. 11:3)
9. Елкана, отец пророка Самуила имел двух жён (1Цар. 1:1)
10. Царь Иудеи Иоас имел двух жён (2Пар. 24:1—3)

### Христианство
По мнению ряда исследователей, учение о греховности многожёнства в христианстве сформировалось под влиянием греко-римской морали, однако те христиане, которые считают многожёнство грехом, отрицают, что такое учение сформировалось в результате влияния на христианство извне, и утверждают, что в Новом Завете моногамность принимает характер общей нормы. «Множественный» брак в настоящее время отвергается большинством течений в христианстве.
Согласно канонической христианской точке зрения первоначальный брак получает благословение Божие. Иисус Христос, ссылаясь на это благословение, говорил: «Потому оставит человек отца своего и мать свою, и прилепится к жене своей; и будут [два] одна плоть» и учил: «Так что они уже не двое, но одна плоть. Итак, что Бог сочетал, того человек да не разлучает». «Не двое, но одна плоть» указывает на постоянное метафизическое единство супругов.
Согласно католической энциклопедии, Христос провозгласил изначальный Божественный закон моногамного и нерасторжимого брака и возвёл брак в достоинство Таинства. Лютеранская церковь учит, что мужчина и женщина вместе составляют человеческую жизнь, их союз в браке являет собой основную форму человеческого бытия, и что с распространением христианской веры по всей земле брак с одним супругом стал нормой даже там, где были приняты другие формы брачного союза. В лютеранской церкви брак понимается как жизненный союз между мужчиной и женщиной и исключает возможность обозначать или понимать как браки иные союзы.
В Новом Завете высказывается требование к дьяконам, пресвитерам и епископам быть «мужем одной жены»: «Диакон должен быть муж одной жены» (1 Тим. 3:12), «Для того я оставил тебя в Крите, чтобы ты довершил недоконченное и поставил по всем городам пресвитеров, как я тебе приказывал: если кто непорочен, муж одной жены» (Тит 1:5,6), «епископ должен быть непорочен, одной жены муж» (1 Тим. 3:2).
3-е правило 6-го Константинопольского собора гласило: «Но сие постановили мы для тех, которые, как сказано, до пятнадцатаго дня месяца января, четвертаго индикта, обличены в вышеозначенных винах, и токмо для священных лиц; отныне же определяем и возобновляем правило, которое гласит: кто по крещении двумя браками обязан был, или наложницу имел, тот не может быть епископом, ни пресвитером, ни диаконом, ни вообще в списке священнаго чина».
Тертуллиан, христианский апологет II века, писал, что брак законен, однако полигамия — нет:

На самом деле мы не запрещаем союз мужчины и женщины, освящённый Богом как источник размножения человеческой расы и завещанный для заполнения земли и украшения мира, и, следовательно, разрешённый, но единожды. Ибо Адам был единственным мужем Евы, а Ева — его одной женой, одной женщиной, одним ребром.
Оригинальный текст (лат.)Non quidem abnuimus conjunctionem viri et feminae, benedictam a Deo ut seminarium generis humani et replendo orbi et instruendo saeculo excogitatam, atque exinde permissam, unam tamen. Nam et Adam unus Evae maritus et Eva una uxor illius, una mulier, una costa.
— 
В Правилах святого Василия Великого многожёнством (πολυγαμία) считается не только то, когда кто-либо имеет в одно и то же время много жён, а и то, когда кто-либо много раз женится. Согласно правилам, только первый брак считается святым и Богом благословенным; за второй брак известное лицо подлежит каноническому наказанию, третий же брак считается уже нечистотою (ρυπάσματα) в церкви и может быть только терпим, ибо он всё же лучше, чем разнузданное блудодеяние (Василия Великого 4, 50). Всякий дальнейший брак называется уже многожёнством и Василий Великий обозначает оный как дело скотское (κτηνώδες, belluinam rem), а не человеческое, и считает грехом большим, чем блуд.
В середине XIII века немецкий крестоносец граф Ламберт (Людвиг) II фон Глейхен — участник Шестого крестового похода — бежал из турецкого плена с дочерью султана, которая стала его второй женой. Папа Римский дал согласие на то, чтобы граф, не разводясь с первой женой, взял себе в жёны турчанку, если та примет христианство. Тройной плотской брак счастливо длился до смерти супругов, о чём повествует надгробная надпись в бенедиктинском монастыре святого Петра в Тюрингии. Сведения о двоежёнстве графа подробно приводит Н. М. Карамзин в «Письмах русского путешественника» при описании посещения Эрфурта и усыпальницы с надгробием графа, на котором изображены его супруги в монастыре на Петровой горе (Petersberg): «Я видел сей большой камень и благословил память супругов».

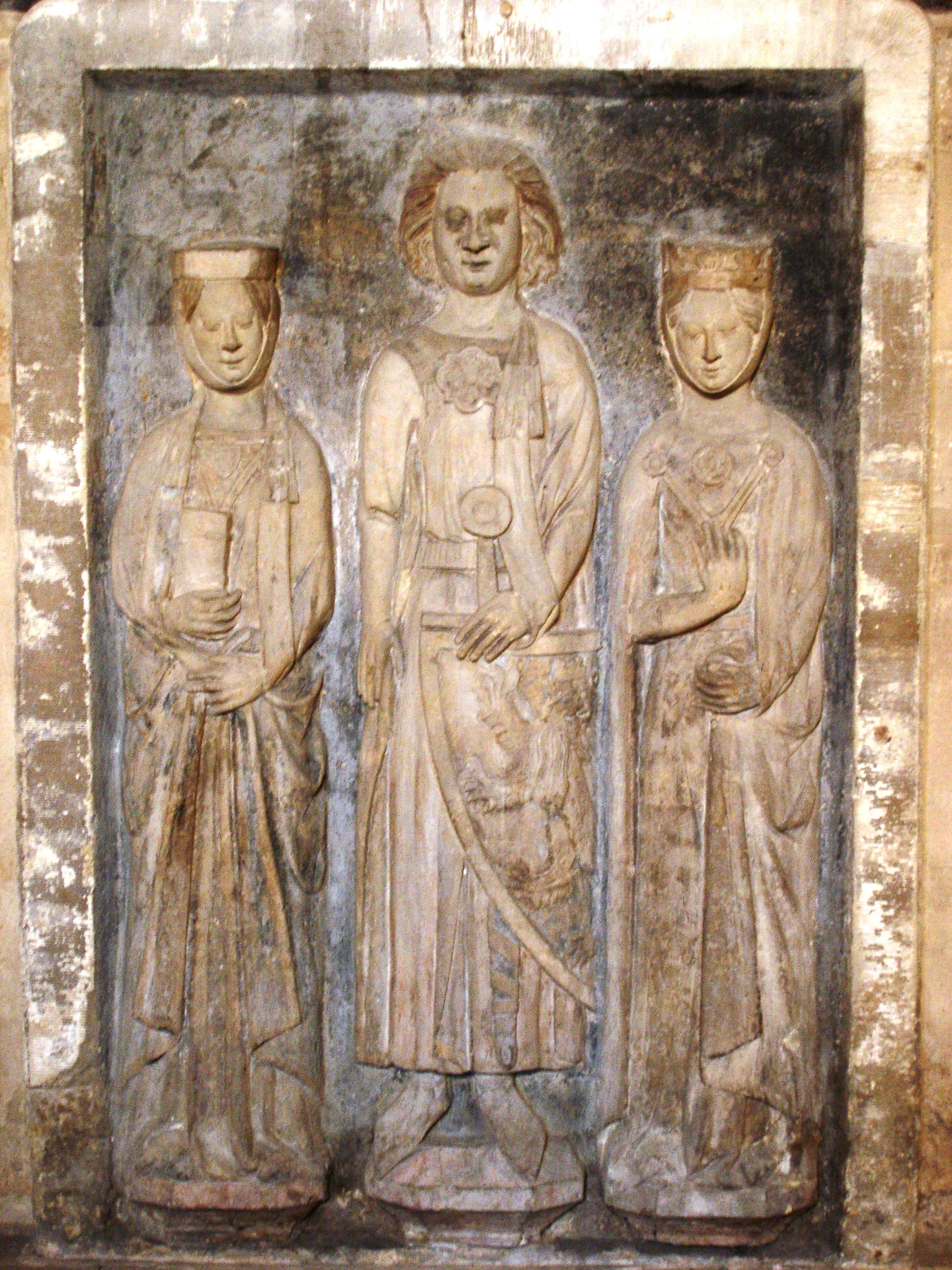
Надгробный камень могилы графа фон Глейхена и его двух жён в Кафедральном соборе Эрфурта
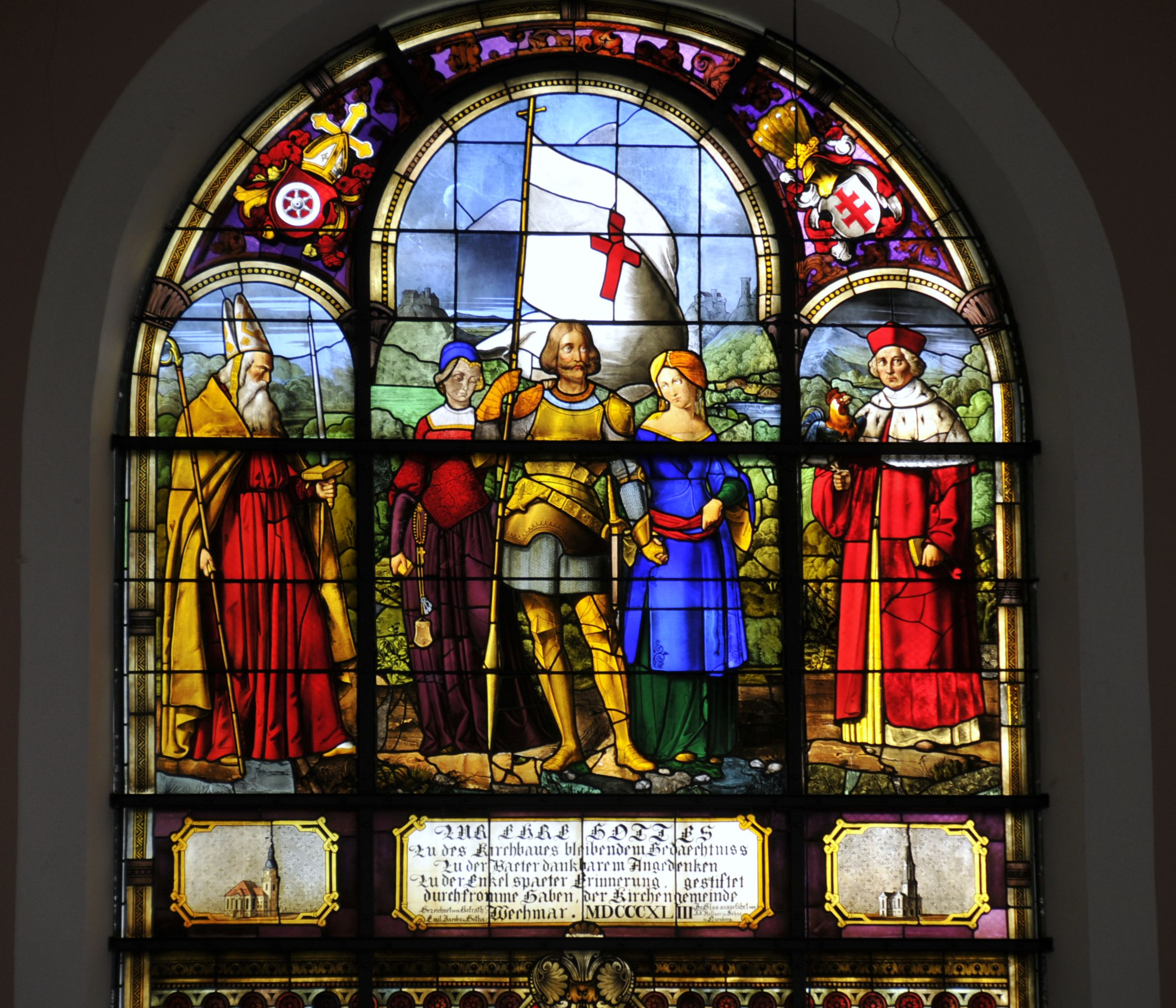
Витражи с графом Глейхеном и его жёнами в церкви Санкт-Вити[нем.]

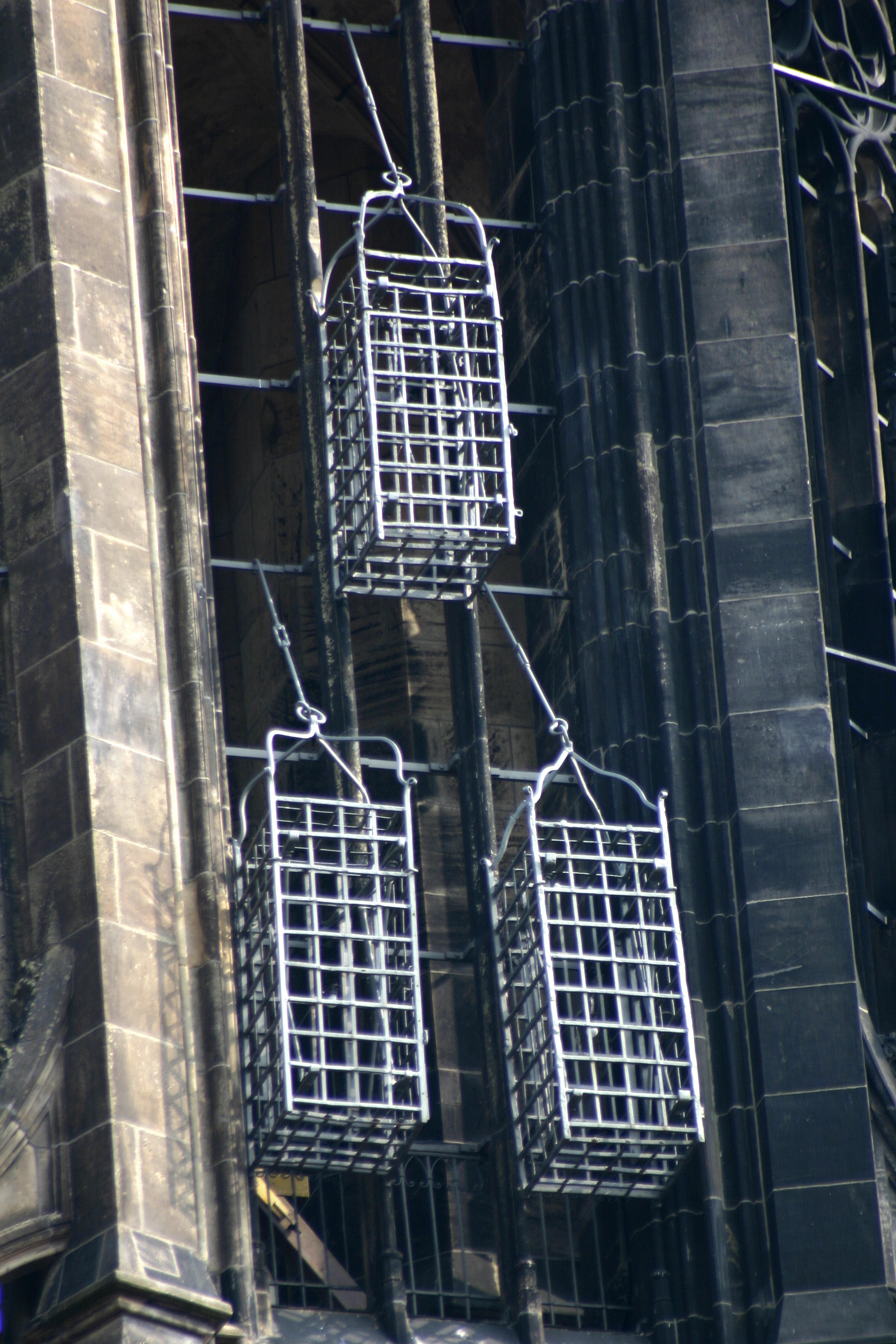
Клетки вождей анабаптистов на башне церкви Святого Ламберта

Кроме единичных и порицаемых случаев бытования многобрачия в христианизированной Европе, имеется пример коллективного и организованного его функционирования в период существования Мюнстерской коммуны, представляющей собой теократический режим, установленный радикальными анабаптистами в Мюнстере (Вестфалия) в 1534—1535 годах. В осаждённом городе Мюнстерская коммуна провела ряд радикальных социально—экономических реформ с целью создания «небесного Иерусалима». Возглавивший коммуну Иоанн Лейденский объявил себя «царём Нового Сиона» и ввёл многожёнство, что, возможно, было вызвано тем, что после изгнания противников режима в Мюнстере оказалось в несколько раз больше женщин, чем мужчин. Однако ряд исследователей выражают сомнение в том, что данный факт имел место в действительности, относя его скорее к католическо-протестантской пропаганде, направленной против движения анабаптистов или преувеличены хронистами. После жестокого подавления восстания руководители Иоанн Лейденский, бургомистр города Бернд Книппердоллинг были обезглавлены, а их тела помещены в клетках на башне церкви Святого Ламберта. По некоторым свидетельствам были повешены все 16 жён руководителя коммуны.
В 1539 году Филипп Гессенский, один из основных военных спонсоров лютеранства, обратился к Мартину Лютеру с просьбой помочь ему решить его семейные проблемы путём вторичной женитьбы на Маргарите фон дер Заале, при том, что он уже состоял в браке с Кристиной Саксонской, ссылаясь при этом в том числе и на историю с графом фон Глейхеном. Отказ Лютера в этой просьбе мог привести Филиппа Гессенского к переходу в католичество и к утрате Лютером значительной части вооружённых сил, поддерживающих лютеранство. Под угрозой лишения такого важного союзника в декабре 1539 года Лютер дал ему разрешение стать двоеженцем (разрешение это он передал через Роберта Бартса), однако попросил Филиппа сохранить это дело в тайне. Брак состоялся 4 марта 1540 года, на бракосочетании также присутствовал один из видных деятелей Реформации Филипп Меланхтон, и поэтому, когда позже об этом браке стало известно, этот брак стал одним из аргументов католиков в критике лютеранства.

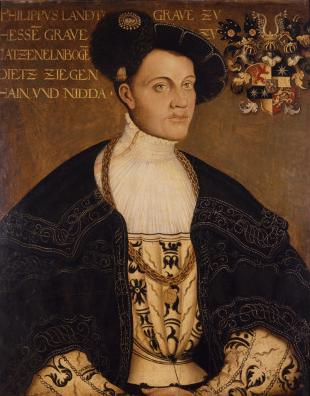
Филипп Гессенский
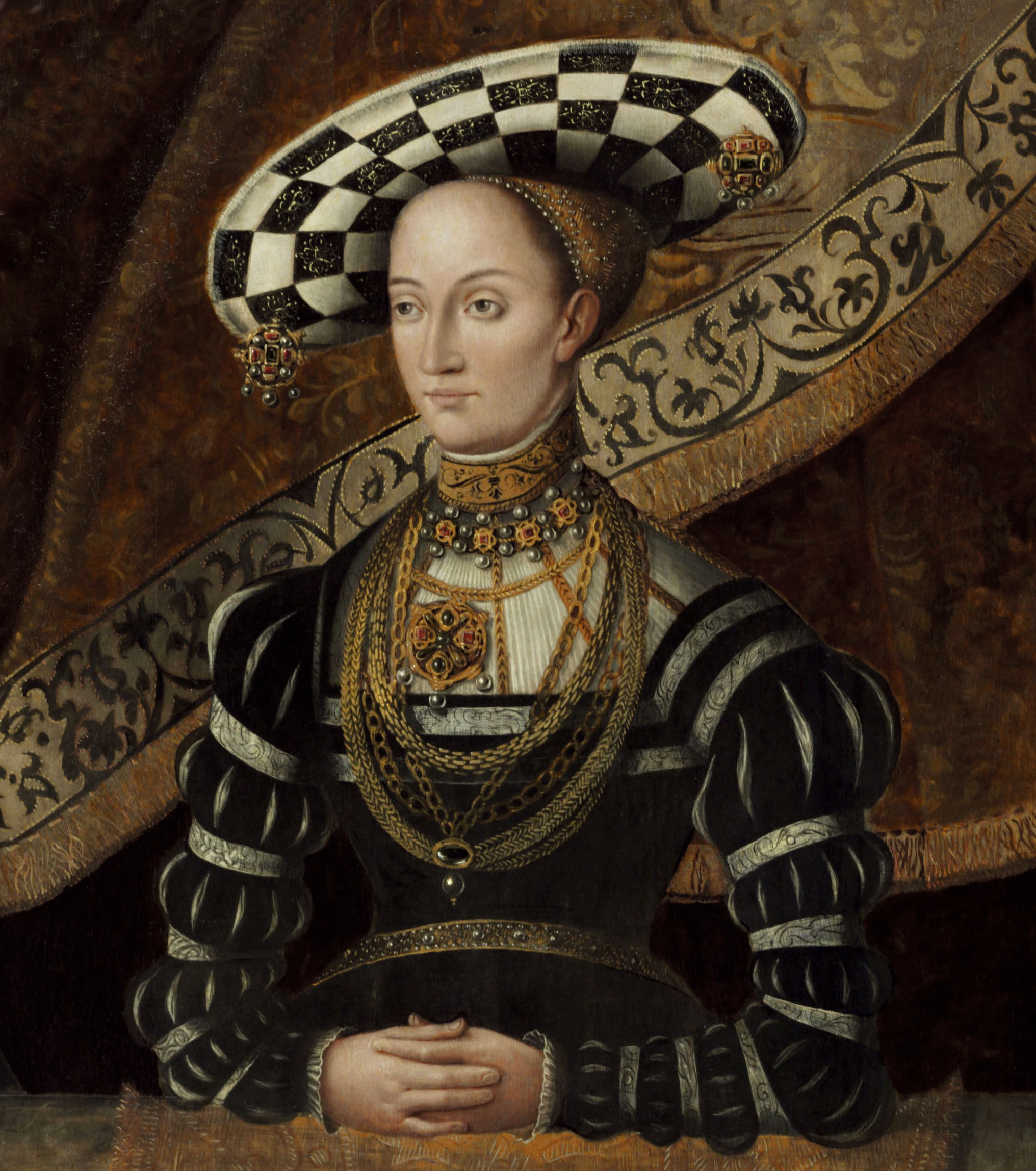
Кристина Саксонская
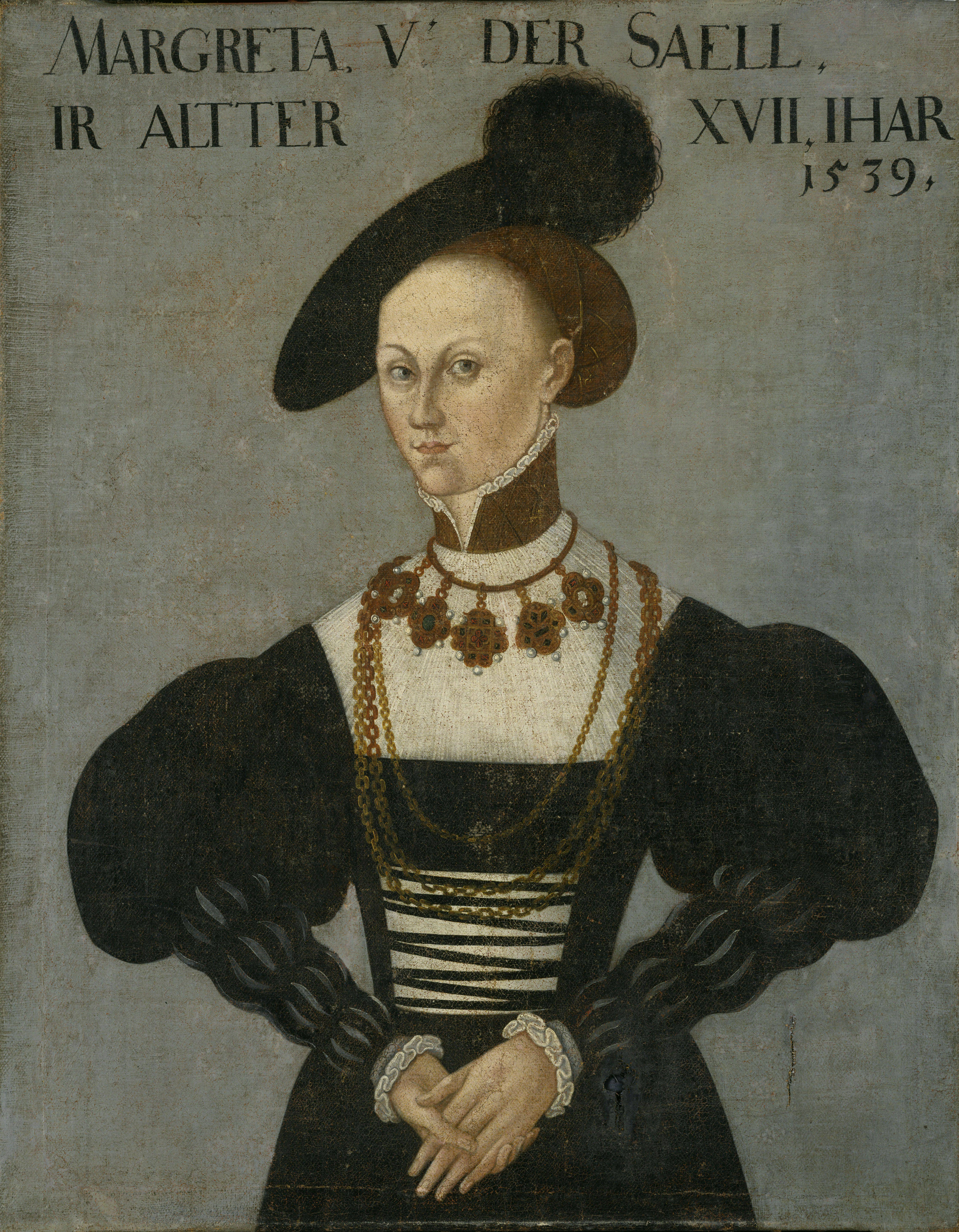
Маргарита фон дер Заале

Утверждается, что в 1650 году после Тридцатилетней войны, окончившейся в 1648 году, для восполнения людских потерь на юге Баварии, в католических землях на 10 лет было официально разрешено двоежёнство. Людские потери от этой войны Германия восстановила только 100 лет спустя

.
В колониальных владениях Латинской Америки и Новой Франции установилась система пласажа: белые мужчины брали в официальные жёны белых женщин, при этом содержали одну или несколько цветных любовниц, которые не были проститутками, а скорее наложницами-конкубинами, так как оставались верны своему господину до его смерти и даже имели от него официально признанных детей (которые, однако, имели меньше наследственных прав, чем законнорождённые дети).
В Японии конца XIX века бытовали отношения между иностранным подданным и японской подданной, согласно которому на время пребывания иностранца в Японии он получал в пользование (и содержание) временную жену, при этом заключался контракт, по которому он получал в полное распоряжение подданную микадо, обязуясь в обмен на это предоставить ей содержание (еду, помещение, наёмную прислугу, рикшу и т. д.). Такие отношения просуществовали вплоть до русско-японской войны 1904—1905 годов.
По мнению американского пастора Юджина Хиллмана, изложенному в книге «Новый взгляд на многожёнство», Римская церковь установила запрет на многожёнство для унификации христианского вероучения с греко-римскими культурными обычаями.
Архиепископ Англиканской церкви Нигерии Питер Акинола осудил многожёнство среди христиан.

### Ислам
Несороральная полигиния признана в исламе, где согласно Корану, мусульманину разрешается иметь одновременно не более четырёх жён. Тем не менее, к середине XX века в большинстве мусульманских стран полигиния была ограничена. При этом наложницы жёнами не считаются. Например, Сулейман Великолепный был официально женат лишь на одной женщине (Хюррем), а все остальные обитательницы его обширнейшего гарема жёнами ему не считались.

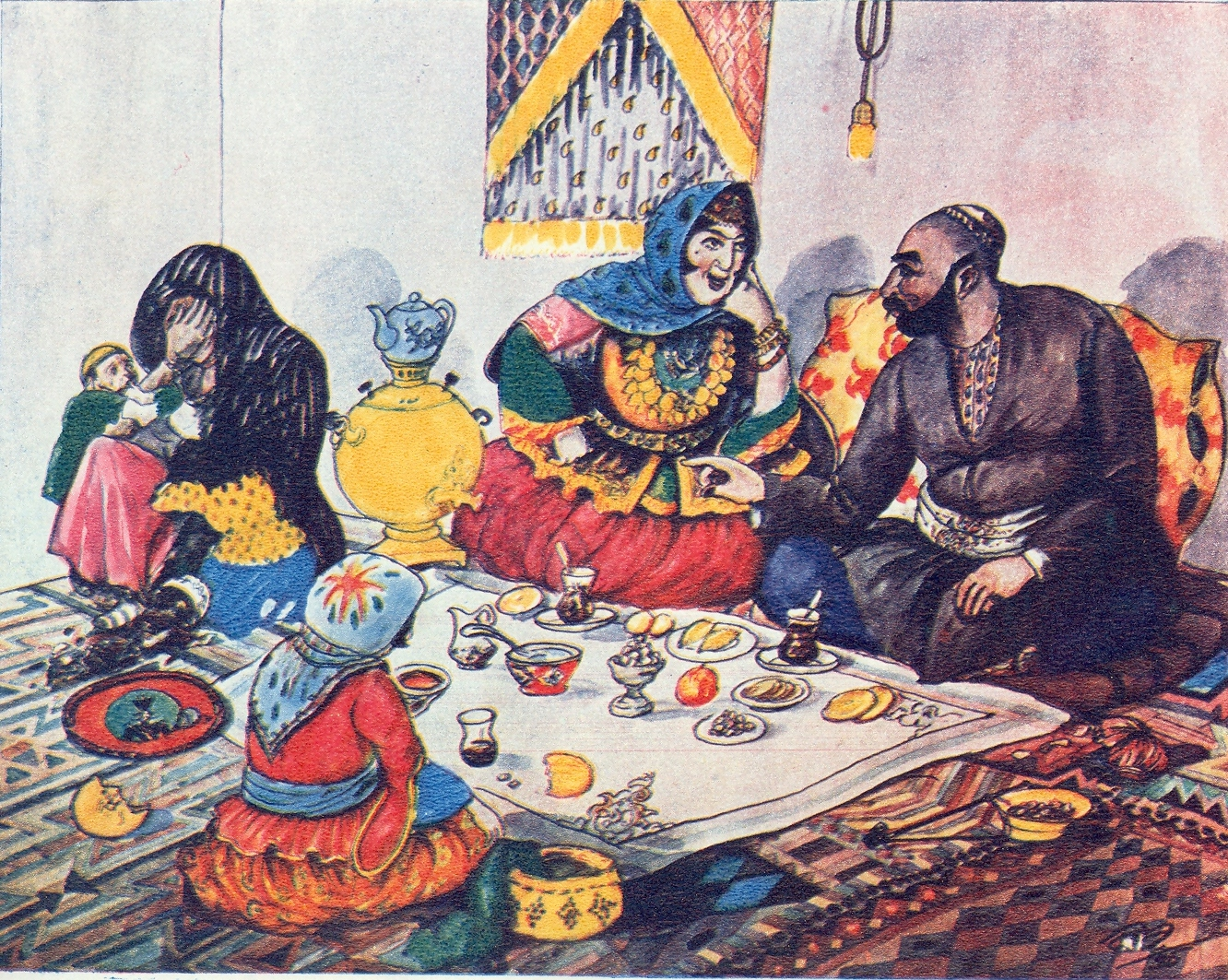
«Старая и новая жёны», картина азербайджанского художника Азима Азимзаде

В исламе многожёнство для способного и справедливого мужчины является пророческим законоположением и правильным естеством. Ибрахим был женат на 2, Давуд женился на 1000 женщин, как это пришло в Таурате и в некоторых преданиях Бану Исраил. У Сулеймана было 100 жён, как это приводится в двух сахихах от Абу Хурайры. Мухаммед совместил 11 или 9 женщин, и оба риваята приводятся в Сахихе в хадисе от Анаса.
Большинство сподвижников были женаты больше чем на одной, из них те, кто совместил, и из них те, кто женился и развёлся.
Аль-Бухари приводит хадис от Саида ибн Джубейра, который сказал: Сказал мне Ибн Аббас: «Ты женился? (имеется ввиду на второй)» Я сказал «нет». Он сказал: «Так женись! Ведь Поистине лучший из этой общины тот, у кого больше жен!».
На практике абсолютное большинство мусульман в современных мусульманских странах состоят в моногамном браке.

### Индуизм
У индусов закон ввёл моногамию только у шудр, людей низшего и бедного класса. В варне вайшьев можно было иметь 2 жены, в варне кшатриев — 2 или 3, в варне брахманов — до 4.

### Буддизм в России
Российские буддисты вопрос многожёнства считают бытовым и лежащим вне компетенции религии.

## Многожёнство и закон

### Древняя Русь

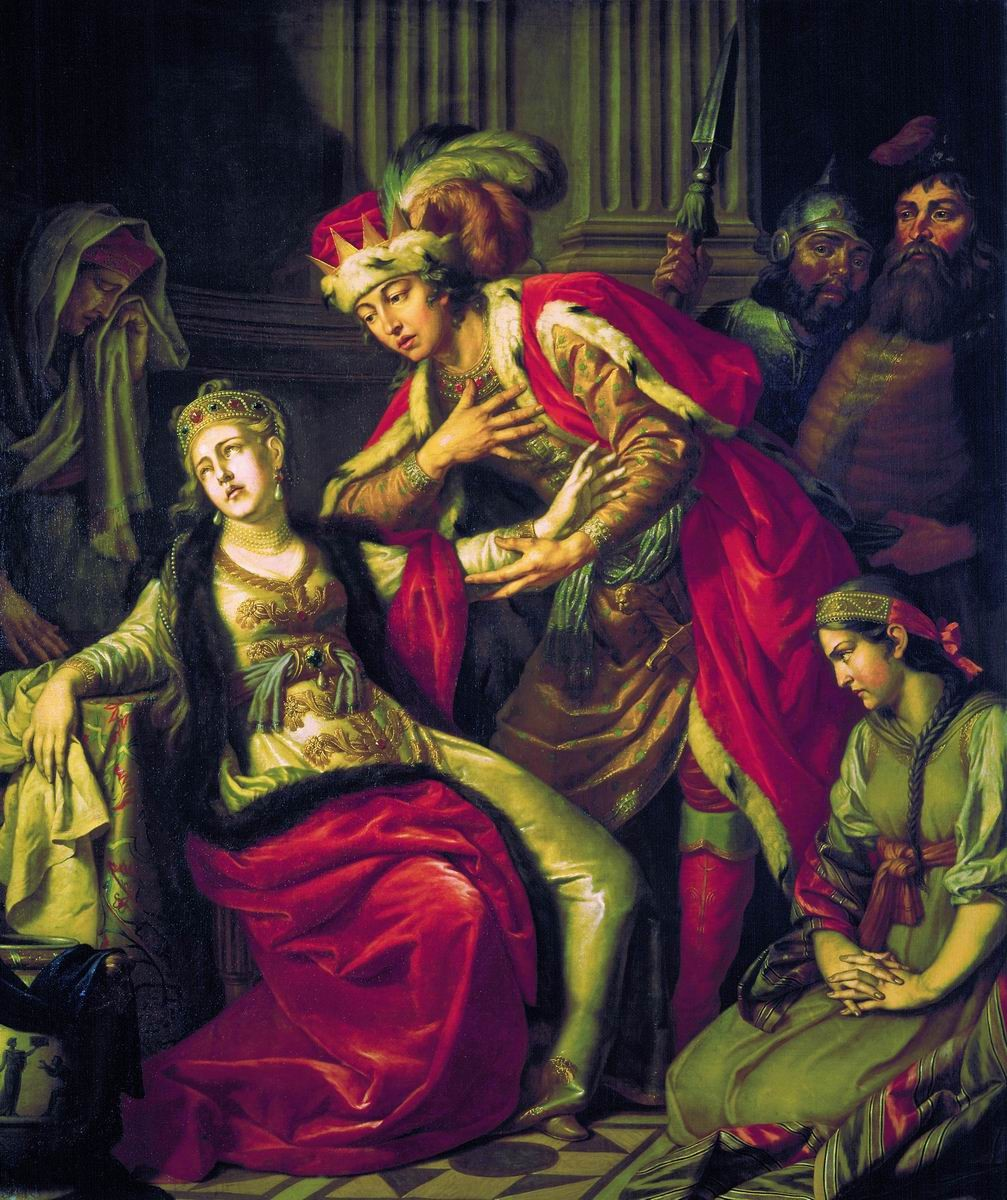
Картина А. П. Лосенко «Владимир и Рогнеда» на сюжет летописного рассказа о Рогнеде. 1770

В дохристианский период в древнерусском обществе существовали две разновидности брака: моногамная и полигамная. Князь Ярополк, имея «жену грекиню», привезённую его отцом Святославом Игоревичем из похода на Византию, успешно сосватался к полоцкой княжне Рогнеде. Однако во время междоусобной войны Владимир Святославич после захвата Полоцка княжну Рогнеду, просватанную прежде за Ярополка, насильно взял себе в жёны. По замечанию Титмара Мерзебургского Владимир «был великим и жестоким распутником» (лат. fornicator maximus):
Повесть временных лет относит подобный образ жизни Владимира только до крещения Руси: «Был же Владимир побеждён похотью, и были у него жёны: Рогнеда, которую поселил на Лыбеди, где ныне находится сельцо Предславино, от неё имел он четырёх сыновей: Изяслава, Мстислава, Ярослава, Всеволода, и двух дочерей; от гречанки имел он Святополка, от чехини — Вышеслава, а ещё от одной жены — Святослава и Мстислава, а от болгарыни — Бориса и Глеба, а наложниц было у него 300 в Вышгороде, 300 в Белгороде и 200 на Берестове, в сельце, которое называют сейчас Берестовое. И был он ненасытен в блуде, приводя к себе замужних женщин и растляя девиц». Некоторые исследователи видят в приведённом списке сознательную параллель с библейским царём Соломоном. После крещения Руси Владимир вынужден был принять христианские обычаи и обратился к Рогнеде: «Я крещён теперь, принял веру и закон христианский, теперь мне следует иметь одну жену, которую и взял я в христианстве, ты же избери себе кого-либо из моих вельмож, и я тебя выдам за него», но она отказалась и приняла монашеский постриг.
Чешский историк Любор Нидерле в своей известной книге «Славянские древности» отмечал, что многожёнство было повсеместно распространено у славянских народов и их соседей: «в Чехии много жён имел князь Славник; в Польше Мешко до принятия им христианства имел семь жён, а поморанский князь во время посещения его епископом Оттоном Бамберским имел несколько жён и 24 наложницы», но при этом Нидерле указывал также, что в целом «супружеская жизнь славян, особенно рядовых членов общины, отличалась упорядоченностью, а также целомудрием и верностью жён». Ибн-Фадланн, который с дипломатической миссией в 921—922 годах побывал в Восточной Европе, указывает, что один «царь 
русов» имел 40 наложниц. По мнению современного исследователя Омельянчук С. В.: «Рядовые члены восточнославянской общины, по всей видимости, вели более упорядоченный образ жизни, что подтверждают свидетельства таких арабских, византийских и западноевропейских авторов, как Аль-Масуди, Маврикий и св. Бонифаций». Видимо, моногамия незнатных слоёв населения была продиктована в основном экономическими причинами.
В Повести временных лет (как в Ипатьевском, так и в Лаврентьевском списках) утверждается, что «повсеместно существовало многожёнство, некоторые мужчины имели по две и даже по три жены». То есть в языческую эпоху господствовало многожёнство, а моногамия установилась после принятия христианства.

### Российская империя

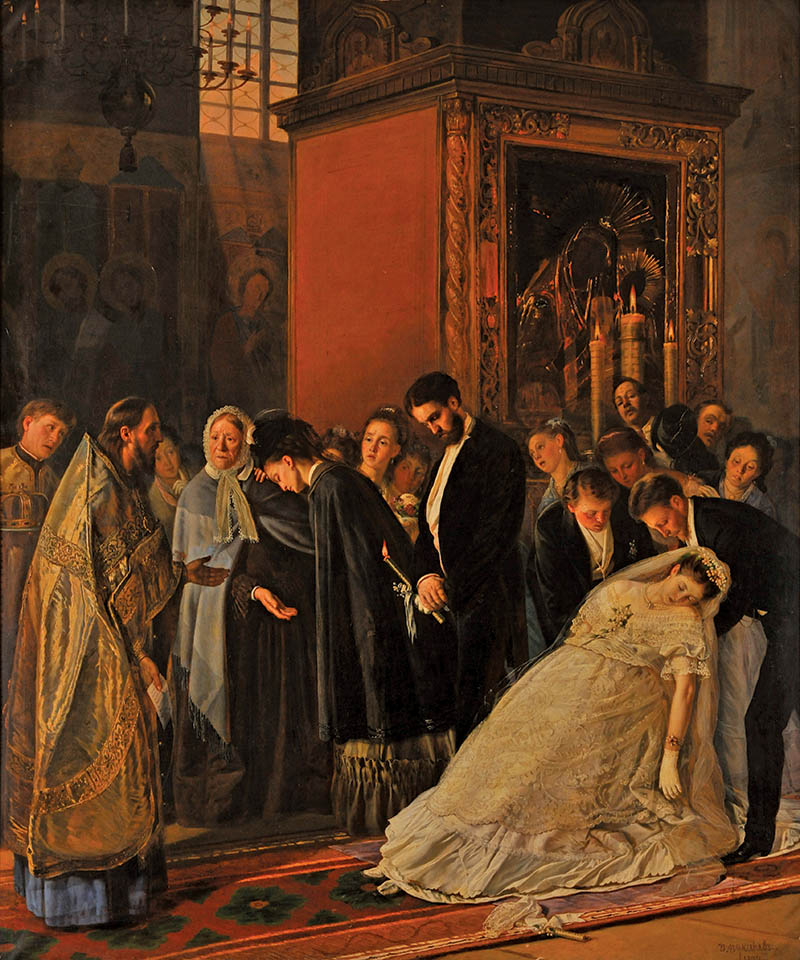
Картина В. В. Пукирева «Прерванный, или Несостоявшийся брак» («Двоежёнец, или Прерванное венчание»). 1877

В Российской империи нелегальными многоженцами становились купцы, обзаводившиеся семьями в городах, являвшимися конечными пунктами их торговых путей. Это было возможно по той причине, что в проезжей грамоте, дающей право передвигаться по стране, не указывалось семейное положение. После того, как это обнаружилось, в проезжую грамоту была добавлена графа «семейное положение», которая впоследствии перешла в паспорт.
При Екатерине II графиня Е.К. Разумовская (Апраксина) тайно обвенчалась с генерал-адъютантом графом П.Ф. Апраксиным (1728—1811), в то время женатым на А.П. Ягужинской: «В первые минута повелено было преследовать их со всею строгостью, а потом, под рукою, сказано брошенной супруге Апраксина, чтобы она шла в монастырь, что согласовывалось с её намерением». На случаи бигамии в России, вызванные прежде всего большими трудностями при расторжении брака (фактически он мог быть прекращён, если один из супругов умирал, или при факте прелюбодеяния) указывают многочисленные свидетельства из законодательной и судебной практики. Так, по словам историка Щербатова М. М. («О повреждении нравов в России») — эти примеры можно было «сотнями считать». Фактическое отсутствие возможности добиться расторжения официального (церковного) брака вынуждало зачастую даже идти на преступления. Известность получил бракоразводный процесс матери революционера Н. Н. Суханова и инсценировка смерти, устроенная его отцом на Софийской набережной в Москве с тем, чтобы легальным образом расстаться с женой и дать ей возможность заново выйти замуж. Афера раскрылась, супруги были приговорены к семилетней ссылке в Енисейскую губернию с заменой на год заключения. Обстоятельства этого скандального дела были положены в основу пьесы Л. Н. Толстого «Живой труп».
При этом мусульманам было разрешено многожёнство. В 1897 году в Ферганской области было 841 433 мужчины и 715 387 женщин, отнесённых к категории «инородцы». В Сыр-Дарьинской области — 766 257 мужчин и 651 727 женщин этой же категории. Из них состояли в браке 389 529 мужчин и 396 784 женщины в Ферганской области и 304 566 мужчин и 324 520 женщин — в Сыр-Дарьинской области. По этим данным можно примерно оценить процент полигамных семей — около 1,9 % в Ферганской области и около 6,5 % в Сыр-Дарьинской области.
Историк С. В. Бахрушин считал, что в господствующих классах к XI веку моногамный брак на Руси получил окончательное признание. Однако эта точка зрения не разделяется другими исследователями. Так, по мнению Н.Л. Пушкарёвой, проблема искоренения многожёнства не была ликвидирована даже к концу XVI века.
Имеются записанные устные сведения бытования двоежёнства (многожёнства) в регионах Русского Севера, в которых описывается это явление, имевшее место ранее и относительно удалённое. Причём со стороны населения это воспринималось с равнодушием (а иногда и сочувствием). При этом обычно рассказывалось, что зажиточный мужик был женат, а потом привёл в дом другую жену:
Мотивируется это по-разному: он взял одну — она ему не родила, взял вторую — тоже, родила третья; "Первая жена она уж заболела тожо дак. Дак она как худа стала, умирать, он взял другую дак"; "...у него было много скотины. Две лошади было, две коровы было. Этих, два телёнка, да одна там не справляласи, старовата стала, а он-то ещё дебелый. Вот он на второй женился»; «Дядя , вот он был жонат на одной, а потом привёл к ей другую жену. Та уже постарше стала, помоложе навязалась просто".

### Союз ССР
В СССР в начале 1920-х прошла кампания по борьбе с многожёнством, аналогичная кампании по раскулачиванию. В основном кампания проходила в мусульманских регионах — в Средней Азии и частично на Кавказе.
В уголовном кодексе РСФСР 1922 года не было предусмотрено наказания за многожёнство. Многожёнцами порой были коммунисты и комсомольцы из числа местного населения. Например, инструктор женского отдела Михеева в 1925 году сообщала о поездке на совещание в Стерлитамакский кантон (Башкирская АССР) следующее:

многожёнство не изжито, некоторые мужья имеют до четырёх жён, даже члены партии имеют по две жены
В уголовном кодексе РСФСР 1926 года изначально тоже не было предусмотрено наказания за многожёнство. Позже там появилась статья 199, предусматривающая наказание за многожёнство:

199. Двоежёнство или многожёнство —
исправительно-трудовые работы на срок до одного года или штраф до одной тысячи рублей.
Примечание. Действие уголовных законов, предусматривающих двоежёнство и многожёнство, не распространяется на сожитие в браках, заключённых до издания этих законов.
— Уголовный Кодекс РСФСР редакции 1926. Редакция 11.01.1956
В первые послевоенные годы многожёнство часто встречалось у зажиточных мусульман Средней Азии и Казахстана. 11 января 1946 года секретарь ЦК ВЛКСМ О. П. Мишакова сообщала секретарям ЦК ВКП(б) И. В. Сталину, Г. М. Маленкову и А. А. Жданову в записке «Об оживлении феодально-байского отношения к женщинам в Узбекской, Туркменской и Киргизской ССР»:

Широко распространено многожёнство, как правило среди наиболее обеспеченной части населения (председатели колхозов, бригадиры председатели сельсоветов).
Инструктор отдела агитации и пропаганды ЦК ВКП(б) О. Я. Гончарок сообщал 8 сентября 1949 года Г. М. Маленкову, что только в Казахской ССР за многожёнство за 1948 год и за первые три месяца 1949 года осудили 735 человек. При этом Казахская ССР, в отличие от среднеазиатских республик, была республикой с преобладающим немусульманским (в основном русским) населением. Одну из причин распространения многожёнства О. Я. Гончарок видел в слишком мягком наказании за это деяние, предусмотренную уголовным кодексом и в том, что отбытие наказания фактически легализует положение многоженца:

Характерно, что заплативший штраф или отбывший наказание (один год принудительных работ в своём или соседнем колхозе), продолжает жить со всеми жёнами, его за это уже никто не наказывает
По данным судебной статистики за 1960—1965 года, в Узбекской ССР каждый год в судах рассматривалось от 30 до 66 дел о многожёнстве, а в Таджикской ССР — от 30 до 47.
В уголовном кодексе РСФСР 1960 года статья о многожёнстве была изложена в следующей редакции:

Статья 235. Двоежёнство или многожёнство
Двоежёнство или многожёнство, то есть сожительство с двумя или несколькими женщинами с ведением общего хозяйства, —
наказывается лишением свободы на срок до одного года или исправительными работами на тот же срок.
— Уголовный кодекс РСФСР 1960 года. Особенная часть. Глава 11
В СССР стать многоженцем юридически было невозможно, да и фактически тоже довольно затруднительно. Хотя и были отдельные случаи, когда людям удавалось содержать две семьи.

### Российская Федерация
В нынешнем российском законодательстве не существует наказания за многожёнство. В Семейном кодексе есть статья 14 «Обстоятельства, препятствующие заключению брака», в которой говорится о том, что в брак не может вступить лицо, которое уже состоит в другом зарегистрированном браке. Статья 27 признаёт брак недействительным, если имеются обстоятельства, описанные в статье 14.

#### Владимир Жириновский
Владимир Жириновский с 1993 года предлагал узаконить многожёнство на всей территории страны, в том числе для немусульманского населения, как средство решения демографического кризиса.

#### Чеченская республика
В непризнанной Чеченской Республике Ичкерия многожёнство впервые на территории бывшего СССР было узаконено и фиксировалось в паспортах, во всех формах учёта и статотчётности, в том числе жилищных и избирательных.
После окончания войны в Чечне и отмены норм Ингушетии ЗАГСами этих республик все полигиничные браки были аннулированы, а в новых паспортах бывших официальных многоженцев согласно их желанию либо были убраны записи о всех жёнах, либо оставлена запись об одной жене.
Президент Чеченской республики Рамзан Кадыров последовательно выступал с призывами легализовать многожёнство.
В 2015 году Руководитель администрации главы Чечни Магомед Даудов высказался за легализацию многожёнства в российском законодательстве.

#### Ингушетия
В июле 1999 года в Ингушетии указом Президента Аушева было официально разрешено многожёнство и ЗАГСам было приказано регистрировать подобные браки. Однако почти сразу действие этого указа было формально приостановлено указом президента России Ельцина. Через год указ Аушева и практика были отменены верховным судом самой Ингушетии, как противоречащие российскому Семейному кодексу.

#### Татарстан, Башкортостан и Дагестан
Неоднократные предложения узаконить многожёнство поступали от депутатов и религиозных лидеров Татарстана, Башкортостана, а также некоторых северо-кавказских республик, например, Дагестана. Ни в одном из регионов предложения политиков так и не были одобрены. Но, несмотря на это, в некоторых мусульманских семьях мужчины всё же имеют сразу нескольких жён, хотя подобные браки не являются официальными.

#### Конституционный суд
18 декабря 2007 года Конституционный Суд России отказался принять к рассмотрению жалобу Рязапова Нагима Габдылахатовича, в которой тот оспаривал соответствие Конституции России запрета на многожёнство, содержащегося в Семейном Кодексе России.

### США

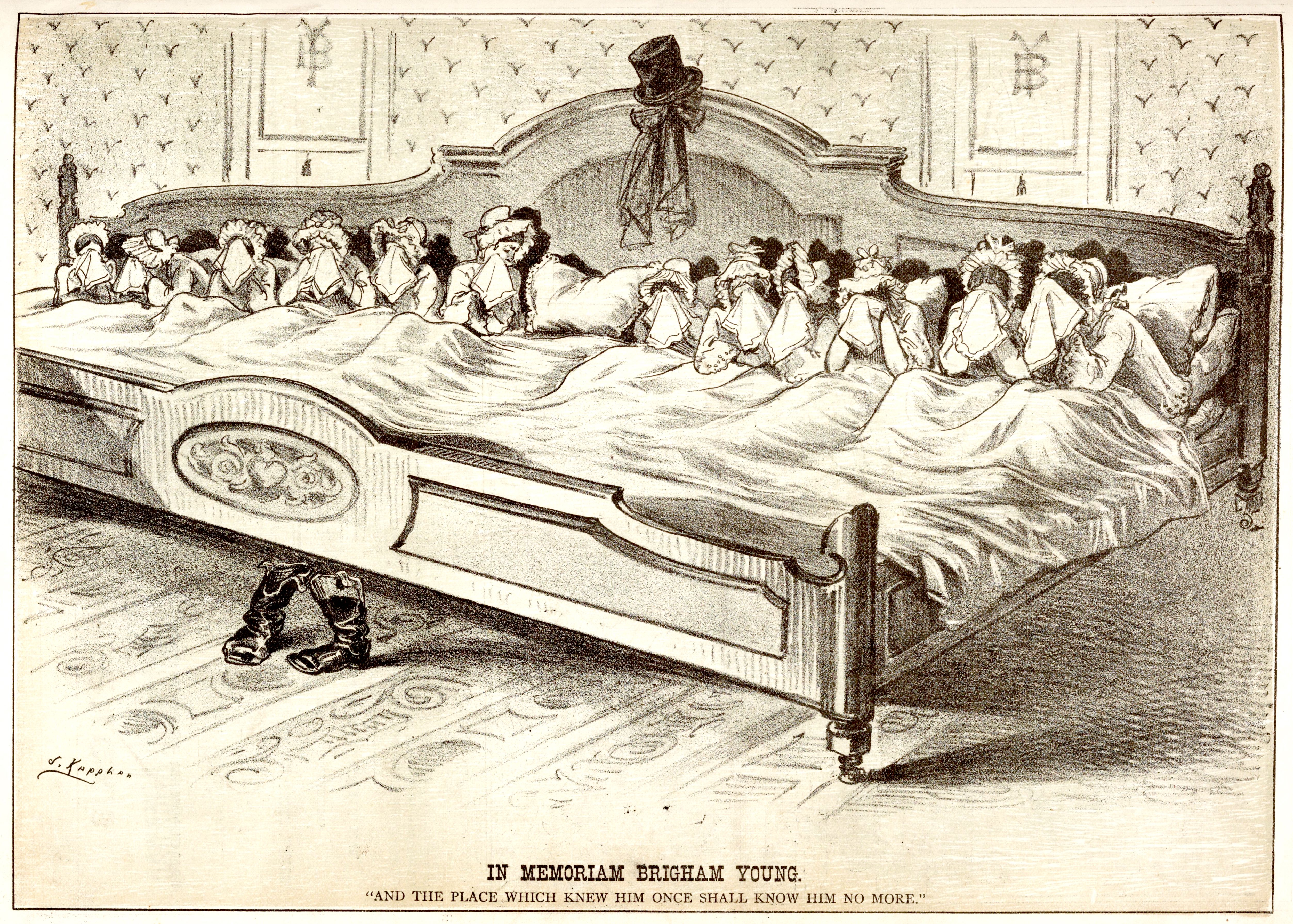
Американская карикатура 1877 года «12 жён Бригама Янга оплакивают его смерть в супружеской постели». Гравюра Джозефа Фердинанда Кепплера

Многожёнство первоначально было распространено в мормонской Церкви Иисуса Христа Святых последних дней (ЦИХСПД); так, её второй президент Бригам Янг имел 50 жён.
Начиная с 1862 года, Конгресс США принял ряд законов против многожёнства. Первый закон — Акт Моррилла против двоежёнства — был принят 1 июля 1862 года и объявил многожёнство незаконным.
В 1887 году Конгресс принял закон Эдмунда-Такера, по которому запрещалось практиковать многожёнство, а также конфисковывалось всё имущество организаций, практикующих многожёнство, кроме храмов и некоторых церковных зданий. ЦИХСПД обратилась в суд с обжалованием закона, вновь ссылаясь на свободу вероисповедания, но в 1890 г. в деле Бывшая организация мормонской Церкви против Соединённых Штатов Верховный Суд США вновь подтвердил запрет многожёнства.
Перед лицом полного уничтожения ЦИХСПД её четвёртый президент Уилфорд Вудраф опубликовал Манифест, в котором говорилось, что мормонская церковь больше не будет заключать запрещённые законом браки. Президент Гровер Кливленд позднее помиловал всех тех, кто вступил в полигамный брак до 1890 г. В Юте, Айдахо, Оклахоме, Нью-Мексико и Аризоне требовалось запретить многожёнство в конституции этих штатов. По закону Айдахо все многоженцы первоначально не могли занимать политические должности, а также на какое-то время в Айдахо всем, заключившим брак в мормонских храмах, было запрещено голосовать и занимать политические посты.
Самым известным многоженцем США стал мормон Коди Браун (англ. Kody Brown) — муж четырёх жён и отец 16 детей, которого власти штата Юта стали преследовать за многожёнство после его выступления по ТВ-шоу «Sister Wives». Спасаясь от преследования, семья Коди Брауна перебралась в Лас-Вегас (Невада), поскольку в большинстве из 50 штатов США многожёнство запрещено, а в штате Юта незаконно даже заявлять о намерении вступить в полигамный брак, и подала иск в суд штата Юта с требованием отменить уголовное преследование за многожёнство, мотивируя это тем, что геям не запрещено полигамное сожительство. Рассмотрение этого дела судом началось в январе 2013 года. 13 декабря 2013 года федеральный судья США Кларк Воддупс (англ. Clark Waddoups) признал неконституционными положения законодательства штата Юта, устанавливающие уголовную ответственность за полигамное сожительство, однако оставил в силе запрет на регистрацию полигамных браков. После оглашения вердикта суда прокурор сообщил о том, что он собирается оспорить это решение суда в апелляции. 
После того, как 26 июня 2015 года Верховный Суд США легализовал однополые браки на всей территории США, Натан Кольер (англ. Nathan Collier), ранее отлучённый от церкви мормонов за многожёнство, вдохновлённый решением Верховного Суда США, вместе со своими жёнами Викторией и Кристиной обжаловали в суд города Биллингс запрет на многожёнство.

### Азия
В Корее в период раннего Средневековья многожёнство было нормой. По состоянию на начало XX века многожёнство не было разрешено, но, в то же время, мужчина мог иметь столько наложниц, сколько он в состоянии содержать. В Северной Корее многожёнство было запрещено в 1946 году законом о равноправии полов. В Южной Корее многожёнство также запрещено, а до 2015 года прелюбодеяние являлось уголовно наказуемым.
Во Вьетнаме многожёнство активно практиковалось много веков до его запрета коммунистической партией Вьетнама в 1959 году, однако после войны во Вьетнаме (1957—1975) нелегальное многожёнство, вызванное гендерным дисбалансом, образовавшимся в результате гибели большого количества мужчин во время этой войны, осталось достаточно распространённым.
В современной Киргизии по состоянию на 2016 год за многожёнство («сожительство с двумя или несколькими женщинами с ведением общего хозяйства») статья 153 Уголовного кодекса предусматривает до 2-х лет лишения свободы.
Китайское законодательство называет препятствием к браку наличие другого зарегистрированного брака. Статья 10 закона КНР «О браке» запрещает двоежёнство. Нарушение данного принципа влечёт наступление уголовной ответственности для недобросовестной стороны, а брак признаётся недействительным. В отношении ранее зарегистрированного брака в соответствии со статьёй 32 Закона КНР «О браке» нарушение принципа моногамии является основанием для его расторжения.

### Европа
В Великобритании и Норвегии многожёнство официально признаётся только в том случае, когда мужчина зарегистрировал брачный союз со второй и/или последующими жёнами в тех странах, где это позволяют местные законы. При этом такой многоженец в Великобритании имеет право получать пособия на детей от всех жён, с которыми у него зарегистрирован брак.
В 1920-х годах в Турции, после прихода к власти Кемаля Ататюрка, было запрещено многожёнство, хотя полигамных браков было всего около 2 %. Однако фактически многожёнство сохранилось. Для решения вопроса наследования имущества дети от второй и последующих жён регистрировались как дети единственной законной жены. Впоследствии в Турции был принят закон, согласно которому дети, рождённые вне брака, признавались законнорождёнными.
Швеция признаёт браки многоженцев, заключённые за рубежом, но право на жительство и получения социальных пособий имеет только первая жена. При этом признаются брачные союзы гражданина Швеции не более чем с четырьмя жёнами.

### Австралия и Новая Зеландия

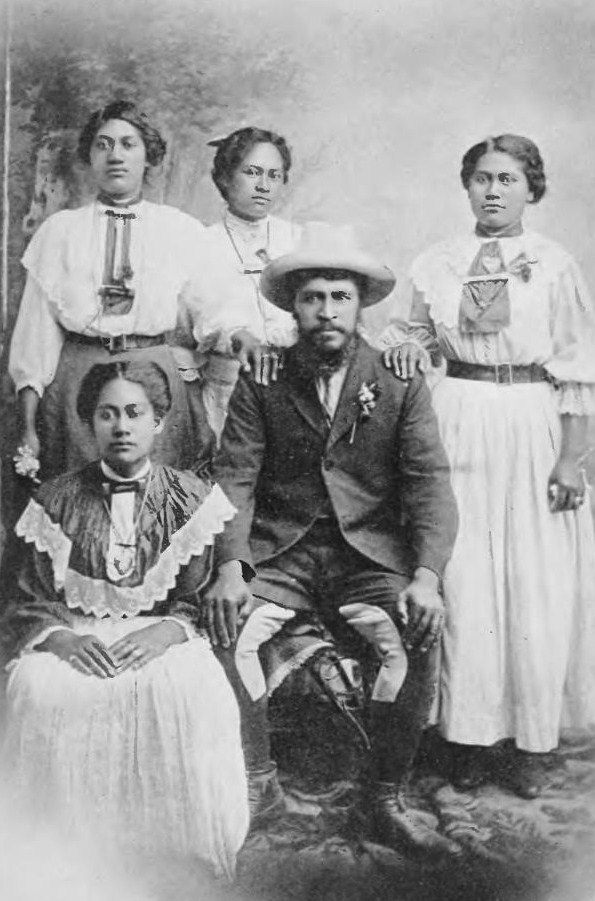
Маорийский пророк Руа Тапунуи Кенана и его жёны. Начало XX века

У австралийских аборигенов многожёнство было распространённым явлением, с ним активно боролись христианские миссионеры. В настоящее время в Австралии заключение брака мужчины с несколькими женщинами юридически невозможно, но при этом браки прибывших в Австралию многоженцев официально признаются как с точки зрения социальных выплат на детей, так и в бракоразводных процессах, в тех случаях, когда такие брачные союзы были заключены в соответствии с законодательством стран, допускающих такую возможность.
У народа маори, издревле населявшего Новую Зеландию, многожёнство изредка встречалось среди вождей. В 1840 году, когда Британия колонизировала Новую Зеландию, многожёнство попало под запрет, однако колониальный закон, разрешавший традиционное заключение браков для маори, действовал до 1888 года. В настоящее время законы Новой Зеландии не допускают заключение брака мужчины с женщиной, если мужчина уже состоит в браке, но в то же время признаются брачные союзы многоженцев, заключённые в тех странах, где такое возможно.

### Южная Америка
В Парагвае возникла значительная нехватка мужчин репродуктивного возраста по окончании кровавой войны этой страны с Аргентиной, Бразилией и Уругваем, продолжавшейся с 1865 по 1870 год (во время этой войны погибло по разным оценкам от 70 до 90 % мужского населения Парагвая). Поэтому правительство для восстановления численности населения страны решило принять политику, известную как свободная любовь. То есть многожёнство было одобрено на том основании, что на одного мужчину приходилось до 50 женщин.

## Многожёнство в современном мире
Во всём «поясе многожёнства», протянувшемся от Сенегала на западе до Танзании на востоке, от одной трети до половины всех женщин состоят в браке с многоженцем. Сравнительный анализ брачных традиций по всему миру, проведённый антропологом Джеком Гуди, на основании этнографического атласа, выявил историческую корреляцию между экстенсивным кочевым растениеводством и многожёнством в большинстве африканских обществ к югу от Сахары. Опираясь на труды Эстер Бозеруп (дат. Ester Boserup), Гуди сделал вывод о том, что в некоторых малонаселённых регионах Африки, где имеет место кочевое земледелие, большая часть работы выполняется женщинами.
В современном мире многие культуры и религии допускают или даже поощряют многожёнство, а некоторые народы Африки даже после принятия христианства не отказываются от многожёнства.
Примерами многоженцев-глав государств служат президент ЮАР Джейкоб Зума, имеющий 5 жён, а также монархи аравийских стран, Брунея, Лесото и Свазиленда, нынешний король которого, Мсвати III лидирует, имея 13 жён, а его предшественник Собхуза II, имевший 70 жён, намного превзошёл по количеству жён центральноафриканского императора Бокассу. Четвёртый Король Бутана, Джигме Сингье Вангчук, который правил с 1972 по 2006 год, имеет четырёх жён, являющихся родными сёстрами.
По данным исследований американских биологов из Аризоны, опубликованным в журнале PLoS Genetics, многожёнство оказало большое влияние на генофонд человечества, снизив разнообразие мужских хромосом. Кроме того, даже в тех странах, где существует государственный запрет на многожёнство, разнообразие мужских хромосом также меньше, поскольку и в таких странах один мужчина чаще становится отцом детей от разных женщин, чем женщина — матерью детей от разных отцов.